# Drive SAGA
《Drive SAGA》（日語：ドライブサーガ）是特摄片《假面騎士Drive》衍生的录影带首映故事系列作品，東映VCINEMA的名義系列商品之一。為《平成假面骑士系列》繼《假面骑士W RETURNS》及《鎧武外傳》後第三套录影带首映作品。

## 假面騎士Chaser

### 本作特色
- 《假面騎士Chaser》（日語：仮面ライダーチェイサー），為劇集正篇約《劇場版 假面騎士Drive Surprise Future》及第41話的空白時間點作為故事舞台，主要交代Chase / 假面騎士Chaser於過去至現在從未深層描述的事情。
- 因劇集本篇中Chase這角色大受歡迎，而製作團隊逐以決定借鏡前作《鎧武外傳》系列般讓其角色製作個別的故事，負責劇本的三條陸透露望能抒發出像《機械人超金剛》般處於身為機械與英雄兩者之間的內心鬥爭。當初予定作品的片長只約50分鐘，但導演石田秀範（日语：石田秀範）期間亦考量演員陣容的故事意向而最後製作出85分鐘的片長作品。
- 此外亦安排演員木之本嶺浩再次飾演前作《假面騎士W》中的照井龍 / 假面騎士Accel這角色，實行與同為警察的假面騎士Drive作一次夢幻性競演。[1][2][3]
- 本作繼《假面騎士W RETURNS 假面騎士Accel》，第二次出現於外傳系列登場身份為父親類型的騎士。
- 本作為首部以三號假面騎士作為主角演出的騎士外傳作品。

### 故事概要
Chase / 假面騎士Chaser再度與重置成形的惡路程式051交鋒時，戰鬥途中卻連累身處現場的田宮日奈子受傷倒地。住院的日奈子與相依為命的弟弟田宮洋的景象中，Chase將二人與詩島姊弟過往的情景重疊而主動提出代為照顧洋，但因自身儼如人偶般的言行舉止卻惹得對方非常反感。
Chase為了此事而煩惱如何像人類擁有情感之時，抱著惡路程式通過感情與人類共存的理念，並從中獲得超進化的Angel出現在其面前，以黃金羽毛形狀的迴路配件賜予人類之心給Chase。從羽毛的能力影響下猶如像平常人一樣流露出喜悅的舉動卻反令泊進之介等人大為驚訝。另一方面，Angel主張利用情感作為支配的手段與Heart的理念產生分岐，繼而形成了惡路程式內部派系的紛爭。

### 用語
羽毛迴路
原文：
由Angel/天使惡路程式開發出來，而chase在使用該迴路過後也擁有了與一般人類相同的心，但也擾亂了chase的主要程序使的無法變成騎士。
該迴路用久了反對會讓該使用者形成無法思考的狀態。

### 登場人物
Chase（チェイス）（上遠野太洸 飾）
超魔進追跡者、魔進追跡者、假面騎士Chaser、假面騎士Protodrive的變身者。
在本作中因惡路程式099/Angel的幫助下，擁有了與一般人類相同的心，而行為舉止也讓進之介等人感到避而遠之。
泊進之介（とまり・しんノすけ）（竹内涼真 飾）
假面騎士Drive的變身者，特狀科的成員。
與剛、風都警察局的警官，照井 龍/假面騎士Accel一同擊敗了惡路程式077/野獸摻雜體。
詩島剛（しじま・ごう）（稻葉友 飾）
假面騎士Mach的變身者。
詩島霧子的親弟。
詩島霧子（しじま・きりこ）（內田理央 飾）
特狀課的成員，與進之介同屬特狀課的女警。
腰帶先生（ベルトさん）（CV：Chris Peppler）
Drive驅動器內藏的人工智慧，在本作中對於Chase的行為舉止感到疑惑，而從中進行深入調查。
照井龍（てるい‧りゅう）（木之本嶺浩 飾）
假面騎士Accel的變身者。
風都警察局的警官，與進之介、剛，一起同心協力，擊敗惡路程式077/野獸摻雜體。
Angel（エンジェル）（山崎真實 飾）
惡路程式099/天使惡路程式的擬態。
田宮日奈子（たみや・ひなこ）（山地まり 飾）
田宮洋（たみや・よう）（吉田晴登 飾）
三輪利雄（みわ・としお）（田中護飾）
惡路程式077/野獸摻雜體擬態的變身者。

本願寺純（ほんがんじ・じゅん）（片岡鶴太郎 飾）
澤神鈴奈（ざわかみ・りんな）（吉井怜 飾）
西城究（さいじょう・きゅう）（濱野謙太 飾）
追田現八郎（おった・げんはちろう）（井俣太良 飾）
Heart（ハート）（蕨野友也 飾）
Brain（ブレン）（松島庄汰 飾）
Medic（メディック）（馬場富美香 飾）

### 本作登場戰士

#### 超魔進追跡者
變身者：Chase（替身演員：今井靖彦、CV：上遠野太洸）
原文： / Super Mashin Chaser

##### 變身模式
| 型態名稱 | 簡介                                            | 外觀                       | 能力                                                         | 必殺技 |
| 通常型態 | 利用破壞槍手插接「Rhino」超級病毒核心變身的形態 | 全身以金色、紫色和黑色為主 | 原有魔進追跡者的形體之下，具有惡路程式「超進化態」力量的型態 |        |

### 本作登場怪人
- 天使惡路程式（CV：山崎真實）

原文：  / Angel Roidmude
人類身份：Angel（羽佐間翔子）
原型惡路程式：蜘蛛型
原屬編號：099
- 惡路程式051（CV：田中護）

人類身份：三輪利雄
原型惡路程式：蝙蝠型
原屬編號：051
- 惡路程式077/野獸摻雜體（CV：田中護）

人類身份：三輪利雄
原型惡路程式：蝙蝠型
原屬編號：077

### 本作登場超級病毒核心（Super Viral Core）
| 英文名稱 | 日文名稱 | 中文名稱 | 能力 | 備註 |
| -------- | -------- | -------- | ---- | ---- |
| Rhino    |          | 犀牛     |      |      |

### 樂曲
「good bye little moon」
- 演唱：Mitsuru Matsuoka EARNEST DRIVE（日语：松岡充）

### 演員
- Chase / 假面騎士Chaser / 魔進追跡者 / 超魔進追跡者、狩野洸一 - 上遠野太洸 飾/聲
- 泊進之介 / 假面騎士Drive - 竹內涼真 飾/聲
- 詩島剛 / 假面騎士Mach - 稻葉友 飾/聲
- 詩島霧子 - 內田理央 飾
- 照井龍 / 假面騎士Accel - 木之本嶺浩 飾/聲
- Angel / 天使惡路程式、羽佐間翔子- 山崎真實 飾/聲
- 田宮日奈子 - 山地真理 飾
- 田宮洋 - 吉田晴登 飾
- 三輪利雄、惡路程式051、惡路程式077 / 野獸摻雜體 - 田中護 飾/聲
- 澤神鈴奈 - 吉井怜 飾
- 西城究 - 濱野謙太 飾
- 追田現八郎 - 井俣太良 飾
- Heart / 心臟惡路程式 - 蕨野友也 飾 / 聲
- Brain / 頭腦惡路程式 - 松島庄汰 飾/聲
- Medic - 馬場富美香 飾

### 聲音演出
- 腰帶先生（Drive驅動器）、惡路程式004 - Chris Peppler（日语：クリス・ペプラー）
- 零原型 / 假面騎士Protodrive - 遠藤大智（日语：遠藤大智）
- 蠻野天十郎 - 森田成一

### 製作人員
- 原作 - 石之森章太郎
- 劇本 - 三條陸
- 配樂 - 鳴瀨シュウヘイ（日语：鳴瀬シュウヘイ）、中川幸太郎
- 動作指導 - 石垣廣文（日语：石垣広文）（JAE）
- 導演 - 石田秀範（日语：石田秀範）

## 假面騎士Heart/假面騎士Mach

### 本作特色
《假面騎士Heart/假面騎士Mach》（日語：仮面ライダーマッハ / 仮面ライダーハート），為繼《Drive SAGA 假面騎士Chaser》後的第二部的外傳作品。主要講述詩島剛 / 假面騎士Mach及劇中具有人氣的敵方幹部Heart為主角所發生的故事，兩篇故事時間點以小說《假面騎士Drive Mach SAGA》3年過後的故事。
。
- 《假面騎士Heart》篇為繼《假面騎士W RETURNS 假面騎士Eternal》後，第二部以敵方角色作為主角方式登場的主演作品。
- 《假面騎士Mach》篇為繼《假面騎士W RETURNS 假面騎士Accel》及《鎧武外傳 假面騎士巴隆》後，為第三部以二號假面騎士作為主角演出的騎士外傳作品。

### 故事概要
《假面騎士Heart》
自Chase消滅之後已經過了好幾年.....就在人們逐漸忘記惡路程式威脅的時候，Heart復活了！？而且在Heart的體內，還有Brain和Medic的核心。
與此同時，發生了與惡路程式相似的怪物襲擊市民的事件。
「我不想看到現在仍然執著徘迴敵視人類的惡路程式了」--有這樣想法的Heart自願幫助追田警部的搜查。結果，發現了所有襲擊市民的怪物其實都是複製之前登場的惡路程式。而Medic的擬態原型-羽鳥美鈴也被這個謎之怪物襲擊。
如同惡路程式的集合體般的怪物，其胸前「5886」的號碼是....？Heart從這個號碼與怪物的樣子中查覺到了怪物的真實身分與其恐怖的目的。但是，還沒有取回惡路程式真正力量的Heart陷入不利的苦戰之中。在這樣的Heart面前，泊進之介出現了....！
《假面騎士Mach》
引起世間騷動的模仿犯西堀光也的女兒、曾經引起探索惡路程式事件的西堀令子已經決定要被釋放了。為了與自己的境遇相似的令子在審判中站上証人席、想要在釋放後支持其生活的詩島剛衷心地等待令子出獄日的到來。
而現在已成為他人妻子與母親的姊姊霧子，也打從心底希望剛能追求到自己的幸福。
但是，在令子出獄的那個晚上，發生了數起以女性的頭髮為凶器的殺人事件。而在犯罪現場的監視器，出現了令子的身影．．．．．．。
警視廳搜查一課特命班的泊進之介盯上了被認為是嫌疑人的令子。相信令子無辜的剛雖然與令子一同逃亡，但是令子只留下一句「作為怪物的孩子而誕生的人，永遠無法逃脫詛咒的束縛」便離剛而去。
在跌入谷底的剛面前，出現了一位意外的人物。究竟，令子是真正的犯人嗎？
懷抱著對於令子的想法以及對於獨一無二的朋友的思念，剛起身追尋真實！

### 登場人物

#### 《假面騎士Heart》
Heart（ハート）（蕨野友也 飾）
假面騎士Heart的變身者。
惡路程式002/心臟惡路程式的變身者。
於本作中因澤神鈴奈的實驗的以復活，與追田現八郎一同合作調查了惡路程式相似的怪物襲擊市民的事件，在Brain及Medic兩人協助下成為了假面騎士Heart。
泊進之介（とまり・しんノすけ）（竹内涼真 飾）
警視廳搜查一課的成員。
追田現八郎（おった・げんはちろう）（井俣太良 飾）
與因實驗意外得以復活的惡路程式002/Heart，一同合作調查了惡路程式相似的怪物襲擊市民的事件。
詩島剛（しじま・ごう）（稻葉友 飾）
澤神鈴奈（ざわかみ・りんな）（吉井怜 飾）
西城究（さいじょう・きゅう）（濱野謙太 飾）
羽鳥美鈴（はとり・みすず）（馬場富美香 飾）
惡路程式009/Medic/醫師惡路程式所擬態的人類身份。
腰帶先生（ベルトさん）（CV：Chris Peppler）
橘真伍（たちばな・しんご）（中澤青六飾）

#### 《假面騎士Mach》
詩島剛（しじま・ごう）（稻葉友 飾）
假面騎士Mach、假面騎士 Mach Chaser的變身者。
在本作中從警視廳交通機動隊的警員狩野洸一手中，得到了Shift Ride Crosser移速戰車，擊敗了擬態成西堀光也的惡路程式005。
泊進之介（とまり・しんノすけ）（竹内涼真 飾）
警視廳搜查一課的成員。
泊霧子（とまり・きりこ）（內田理央 飾）
澤神鈴奈（ざわかみ・りんな）（吉井怜 飾）
西城究（さいじょう・きゅう）（濱野謙太 飾）
追田現八郎（おった・げんはちろう）（井俣太良 飾）
狩野洸一（かの・こういち） / Chase（チェイス）（上遠野太洸 飾）
警視廳交通機動隊的警員，原本為惡路程式000/零原型/chase的擬態原型，於本作中接觸到了Shift Ride Crosser移速戰車的影響，短暫恢復成為Chase，將手中持有的Shift Ride Crosser移速戰車交給了剛。
西堀令子（にしほり・れいこ）（羽根有里飾）
西堀光也（にしほり・こうや）（野間口徹飾）

### 本作登場假面騎士 / 形態

#### 假面騎士Mach Chaser
變身者：詩島剛（替身演員：渡邊淳、CV：稻葉友）
原文： / Kamen Rider Mach Chaser

##### 變身模式
| 型態名稱 | 簡介                                         | 外觀                                                             | 能力 | 必殺技 |
| 通常型態 | 利用「Shift Ride Crosser」移速戰車變身的形態 | 全身以蓝色、红色、黑色及藍銀色为主，下半身結合假面騎士Chaser造型 |      |        |

#### 假面騎士Heart
變身者：Heart（替身演員：藤田洋平、CV：蕨野友也）
原文： / Kamen Rider Heart

##### 變身模式
| 型態名稱 | 簡介                                                    | 外觀                                                                       | 能力 | 必殺技                |
| 通常型態 | 劇中的主要形態，利用「Shift Hearton」移速戰車變身的形態 | 全身以红色、黑色及白色为主，再加上金色的角，轮胎部位竖向设置于左方肩臂部位 |      | Viral Blending 原文： |

#### 假面騎士Heart 不完全變身態
變身者：Heart（替身演員：、CV：蕨野友也）
原文： / Kamen Rider Heart Incomplete Transformation State

##### 變身模式
| 型態名稱                                 | 簡介                                        | 外觀 | 能力 | 必殺技 |
| type Speed Wild Technic 速度狂野技術型號 | 利用「Shift Hearton」移速戰車首次變身的形態 | 全身以绿色、紅色及銀色为主，轮胎部位斜向设置于胸部，外表設定概念為假面騎士 Drive type Technic 的頭部、type Speed 的上身及 type Wild 的下身 |      |        |

### 本作登場怪人
《假面騎士Mach》
- 復仇者惡路程式

原文：  / Revenger Roidmude
人類身份：西堀光也
原型惡路程式：蝙蝠型
原屬編號：005
《假面騎士Heart》
- 惡路程式5886

原文：
人類身份：無
原型惡路程式：眼鏡蛇、蜘蛛、蝙蝠三種融合的特異型
原屬編號：5886

### 本作登場移速戰車（Shift Car）
| 英文名稱           | 日文名稱 | 中文名稱   | 使用類別 | 汽車類型 | 能力 | 備註 |
| ------------------ | -------- | ---------- | -------- | -------- | ---- | ---- |
| Shift Ride Crosser |          | 移速交匯者 | 形態變身 | 四輪車   |      |      |
| Shift Hearton      |          | 移速哈特朗 | 形態變身 | 跑車     |      |      |

### 樂曲
「eternity （～from SURPRISE－DRIVE）」
- 作詞：松岡充
- 作曲：tatsuo
- 編曲：五十嵐“IGAO”淳一
- 演唱：Mitsuru Matsuoka EARNEST DRIVE

### 演員
- 詩島剛 / 假面騎士Mach / 假面騎士Mach Chaser - 稻葉友 飾/聲
- Heart / 心臟惡路程式超進化態 / 假面騎士Heart / 假面騎士Drive type Speed Wild Technic - 蕨野友也 飾/聲
- 泊進之介 - 竹內涼真 飾
- 泊霧子 - 內田理央 飾
- 狩野洸一 、Chase - 上遠野太洸 飾
- 澤神鈴奈 - 吉井怜 飾
- 西城究 - 濱野謙太 飾
- 追田現八郎 - 井俣太良 飾
- 羽鳥美鈴、Medic / 假面騎士Heart / 假面騎士Drive type Speed Wild Technic - 馬場富美香 飾/聲
- 西堀令子 - 羽根有里 飾
- 西堀光也 / 惡路程式005 - 野間口徹 飾/聲
- 橘真伍 - 中澤青六 飾
- 警官 - 井上智之、勝光徳 飾

### 聲音演出
- 複製Drive驅動器 - Chris Peppler（日语：クリス・ペプラー）
- Brain / 假面騎士Heart  / 假面騎士Drive type Speed Wild Technic - 松島庄汰
- Mach驅動炎關連道具聲音 - George Williams（日语：ジョージ・ウィリアムズ (タレント)）
- 惡路程式5886 -  黒田崇矢
- 復仇者惡路程式 - 片山公輔

### 皮套演出
- 假面騎士Mach、假面騎士Mach Chaser - 渡邊淳（日语：渡辺淳 (俳優)）
- 假面騎士Heart - 藤田洋平

### 製作人員
- 原作 - 石之森章太郎
- 劇本 - 長谷川圭一（假面騎士Mach）、三條陸（假面騎士Heart）
- 配樂 - 鳴瀨シュウヘイ（日语：鳴瀬シュウヘイ）、中川幸太郎
- 動作指導 - 藤井祐伍（日语：藤井祐伍）（JAE）
- 導演 -  石田秀範（日语：石田秀範）

## 假面騎士Brain

### 本作特色
《假面騎士Brain》，為繼系列作《Drive SAGA 假面騎士Chaser》、《Drive SAGA 假面騎士Mach/假面騎士Heart》之後的第三部作品，不同於前兩部，本作採取上下兩集的短篇式劇情播放。
另外，本作跨越了兩個時期播放，所以擁有《平成時期最後的假面騎士系列外傳》與《令和時期最初的假面騎士系列外傳》兩個榮譽。

### 故事概要
“那么，下次就该轮到我当假面骑士了吧？”
本来只是Brain——恶路程式003在外傳《Drive SAGA 假面騎士Heart》最后说的一句玩笑话，结果……
在他再次醒来之时，居然被绑在一个改造台上？周围还是被历代假面骑士所击倒的反派？
神秘的由被歷代假面骑士击败的反派们所创建的组织：“无”，意图将他改造成为史上最强的反派，但是在千钧一发之际，与克里姆‧施丹伯特拥有完全相同外貌的博士——克里斯图·帕普勒出手救下了他。
为了保护这位救命恩人，Brain变化为恶路程式与反派们大打出手但不敌被扔下楼。
就在克里斯图博士将要被杀之际，假面骑士Brain从天而降！

### 登場人物
Brain（ブレン）（松島庄汰 飾）
頭腦惡路程式、假面騎士Brain的變身者。
本作中在克里斯图·帕普勒博士的協助下成為了假面騎士Brain。
Heart（ハート）（蕨野友也 飾）
Medic（メディック）（馬場富美香 飾）
克里斯图·帕普勒（／Crystal Peppler）（Chris Peppler飾）
詩島剛（しじま・ごう）（稻葉友 飾）

### 本作登場假面騎士 / 形態

#### 假面騎士Brain
變身者：Brain（替身演員：浅井宏辅、CV：松島莊汰）
原文： / Kamen Rider Brain

##### 變身模式
| 型態名稱 | 簡介           | 外觀                       | 能力                | 必殺技 |
| 通常型態 | 劇中的主要形態 | 全身以薄荷綠、銀、黑色为主 | 擁有100種毒素的能力 |        |

### 本作登場怪人

#### 歷代騎士
- Dark KIVA
- Poseidon
- Wiseman
- Duke
- Dark Ghost
- Another Para-DX

### 演員
- Brain / Brain Roidmude / 假面騎士Brain - 松島莊汰
- Crystal Peppler - Chris Peppler
- Heart - 蕨野友也
- Medic - 馬場富美香
- 詩島剛 - 稻葉友

### 聲音演出
- 「無」的首領、其他 - 關智一

### 皮套演出
- 假面騎士Brain - 浅井宏辅

### 製作人員
- 原作 - 石之森章太郎
- 劇本 - 三條陸

### 播放列表
以下時間以當地時間（日本時間）為準
| 配信日期                | 話數 |
| ----------------------- | ---- |
| 2019/04/28 （平成31年） | 1    |
| 2019/05/05 （令和元年） | 2    |

## 附註
1. ↑  .   [2015-11-01]. （原始内容存档于2015-11-02）.
2. ↑  .   [2015-12-25]. （原始内容存档于2016-01-22）.
3. ↑  .   [2015-11-13]. （原始内容存档于2015-11-14）.
4. ↑  .   [2016-04-15]. （原始内容存档于2016-04-19）.
5. ↑  .   [2016-08-08]. （原始内容存档于2016-08-09）.
6. ↑  0 + 1 + ...108的總和數

## 外部連結
- 官方網站
- 官方Facebook（页面存档备份，存于）
- 官方Twitter（页面存档备份，存于）